# ديبورا كينيدي
ديبورا كينيدي (بالإنجليزية: Deborah Kennedy)‏ هي ممثلة أسترالية، ولدت في القرن العشرين في أستراليا.

## وصلات خارجية
- ديبورا كينيدي على موقع IMDb (الإنجليزية)
- ديبورا كينيدي على موقع قاعدة بيانات الفيلم (الإنجليزية)